# Episodi di The Great (prima stagione)
La prima stagione della serie televisiva The Great, composta da 10 episodi, è stata distribuita sulla piattaforma online Hulu il 15 maggio 2020. In Italia la serie è stata distribuita su Starz Play il 18 giugno 2020 senza doppiaggio ma con i sottotitoli. Durante i titoli di coda di ciascun episodio viene trasmessa la cover di una nota canzone.
| N° | Titolo originale                     | Titolo italiano                            | Pubblicazione USA | Pubblicazione Italia |
| -- | ------------------------------------ | ------------------------------------------ | ----------------- | -------------------- |
| 1  | The Great                            | La Grande                                  | 15 maggio 2020    | 18 giugno 2020       |
| 2  | A Fake Beard                         | Una barba finta                            | 15 maggio 2020    | 18 giugno 2020       |
| 3  | And you, Sir, are no Peter the Great | E voi, Signore, non siete Pietro il Grande | 15 maggio 2020    | 18 giugno 2020       |
| 4  | Moscow Mule                          | Moscow Mule                                | 15 maggio 2020    | 18 giugno 2020       |
| 5  | War and Vomit                        | Guerra e vomito                            | 15 maggio 2020    | 18 giugno 2020       |
| 6  | Parachute                            | Paracadute                                 | 15 maggio 2020    | 18 giugno 2020       |
| 7  | A Pox on Hope                        | Dannata speranza                           | 15 maggio 2020    | 18 giugno 2020       |
| 8  | Meatballs at the Dacha               | Polpette                                   | 15 maggio 2020    | 18 giugno 2020       |
| 9  | Love Hurts                           | L'amore fa male                            | 15 maggio 2020    | 18 giugno 2020       |
| 10 | The Beaver's Nose                    | Il naso del castoro                        | 15 maggio 2020    | 18 giugno 2020       |

## La Grande
- Titolo originale: The Great
- Diretto da: Matt Shakman
- Scritto da: Tony McNamara

### Trama
Caterina, giovane nobile tedesca, si reca in Russia per sposare l'imperatore Pietro III. Ingenua, ottimista e piena di idee ispirate all'illuminismo francese, si trova rapidamente delusa: suo marito è volgare, dispotico e violento, il suo nuovo paese culturalmente e socialmente arretrato, e lei detestata dalla corte. In più, Pietro ha una relazione con Georgina "Georgie" Dymova, moglie del suo migliore amico Grigor Dymov, che malgrado la facciata di approvazione in realtà mal tollera la cosa. Dopo aver tentato e fallito nel migliorare la situazione, raggiunge il punto di rottura quando, dopo aver schiaffeggiato Pietro in pubblico, lui in privato la ricambia dandole un pugno nello stomaco. Caterina tenta di fuggire con l'aiuto della sua cameriera, Marial, ma Pietro la scopre e per punizione arriva quasi al punto di affogarla. Depressa, Caterina è sull'orlo del suicidio quando Marial le rivela che in Russia, se l'imperatore muore senza eredi, verrà allora incoronata sua moglie. Caterina rinuncia quindi ad uccidersi per uccidere invece Pietro e prendere il trono per sé. 
- Altri interpreti: Danusia Samal (Lady Antonia Svenska), Florence Keith-Roach (Tatyana), Kemi-Bo Jacobs (Marina), Liv Hill (Angeline), Louis Hynes (Vlad), Liam Fleming (guardia), Jordan Kagaba (guardia).
- Tema musicale: Everybody Wants to Rule the World di Tears for Fears.

## Una barba finta
- Titolo originale: A Fake Beard
- Diretto da: Colin Bucksey
- Scritto da: Tony McNamara

### Trama
Caterina tenta senza successo di ottenere, per i suoi piani omicidi, il supporto del conte Orlo, eminente ma remissivo membro della corte, e come Caterina estimatore dell'Illuminismo. Nel frattempo, Pietro diventa insofferente nei confronti di Caterina e si trastulla con l'idea di ucciderla in un finto incidente. Avvertita da Orlo, che pur non appoggiandola non la tradisce neppure, Caterina mette su una recita di moglie devota per placare Pietro. Alla fine, dopo l'ennesima dimostrazione di crudeltà e capricciosità di Pietro, Orlo cambia idea e accetta di unirsi alla congiura di Caterina. 
- Altri interpreti: Danusia Samal (Lady Antonia Svenska), Florence Keith-Roach (Tatyana), Kemi-Bo Jacobs (Marina), Louis Hynes (Vlad), Abraham Popoola (Rostov), Alistair Green (Conte Smolny), Grace Chilton (serva).
- Tema musicale: Movin' on Up dei Primal Scream.

## E voi, Signore, non siete Pietro il Grande
- Titolo originale: And you, Sir, are no Peter the Great
- Diretto da: Bert & Bertie
- Scritto da: Tony McNamara

### Trama
Pietro procura a Caterina un amante, Leo Voronsky, figlio sterile di un leggendario seduttore. Timorosa che possa essere una spia, Caterina finge di aver passato la notte con lui e chiede poi a Pietro di rimandarlo indietro, ma cambia idea quando scopre che Pietro ha picchiato Leo per non aver "soddisfatto" Caterina. Nel mentre, Caterina continua ad avere difficoltà a inserirsi fra le dame di corte e arranca nel far proseguire il suo colpo di Stato, anche se riesce a individuare Ivan, il segregato fratellastro di Pietro, come possibile pedina contro il marito. Alla fine, Pietro offre a Caterina di scegliersi un amante da sé, ma a quel punto lei s'interessa sinceramente a Leo e inizia una relazione con lui. 
- Altri interpreti: Danusia Samal (Lady Antonia Svenska), Florence Keith-Roach (Tatyana), Kemi-Bo Jacobs (Marina), Louis Hynes (Vlad), Blake Harrison (Colonnello Svenska), Stewart Scudamore (Tolsten), Asheq Akhtar (Chef Louis), Charlie Price (Ivan), Jordan Kagaba (cameriere).
- Tema musicale: Free di Cat Power.

## Moscow Mule
- Titolo originale: Moscow Mule
- Diretta da: Bert & Bertie
- Scritto da: Tess Morris

### Trama
Mentre Caterina porta avanti i suoi piani, il patriarca della Chiesa Russa muore, necessitando di un sostituto. Dopo un primo tentativo fallimentare, il pope di corte, Archie, su ordine di Pietro consuma dei funghi allucinogeni per connettersi a Dio e ricevere una visione sul nuovo patriarca. Durante la sessione s'imbatte in Caterina, che scambia per un angelo, e lei lo manopola affinché venga eletto lo stesso Archie. 
- Altri interpreti: Danusia Samal (Lady Antonia Svenska), Florence Keith-Roach (Tatyana), Kemi-Bo Jacobs (Marina), Louis Hynes (Vlad), John Sessions (Vescovo Tarcinkus), Mark Ramsay (Vescovo Kalinka), Ezra Faroque Khan (Vescovo Leontius), Scarlett Maltman (lady di corte), Joshua Dako (Boris).
- Tema musicale: Orgasm Addict dei Buzzcocks.

## Guerra e vomito
- Titolo originale: War and Vomit
- Diretta da: Ben Chessell
- Scritto da: James Wood

### Trama
Caterina, insieme ad Elisabetta, zia di Pietro, visita il fronte russo-svedese, visita che la sconvolge al punto da decidere di prendere il trono senza uccidere Pietro. Nel frattempo, a San Pietroburgo, Grigor, esasperato dalla gelosia, avvelena Pietro, che sembra dover morire a breve. Questo rivela la debolezza della posizione di Caterina come erede, impopolare e minacciata dall'esistenza di Ivan. Elisabetta sceglie di sostenere Caterina e di conseguenza uccide Ivan, mentre Marial e Orlo disapprovano il ritrovato pacifismo di Caterina e tentano di convincerla ad approfittare della situazione per uccidere Pietro, che tuttavia proprio in quel momento supera l'avvelenamento e si risveglia. 
- Altri interpreti: Florence Keith-Roach (Tatyana), Jamie Demetriou (Dottor Chekov), Miles Jupp (pittore Maxim), Richard Pyros (Conte Raskolnikov), Christianne Oliveira (Contessa Belanova), Alistair Green (Conte Smolny), Tristan Beint (Tenente Bukharin), Ezra Faroque Khan (Vescovo Leontius), Charlie Price (Ivan), Joshua Dako (Boris), Daniel Tuite (Tenente One), Anthony J. Abraham (Capitano), Digby Wood (ragazzo in prima pagina).
- Tema musicale: Nobody Really Cares If You Go To The Party di Courtney Barnett.

## Paracadute
- Titolo originale: Parachute
- Diretto da: Ben Chessell
- Scritto da: Tony McNamara

### Trama
Pietro, dopo aver scampato la morte, si sente inspirato a migliorarsi e Caterina ne approfitta per promuovere la scienza e l'arte, malgrado i tentativi di Archie di contrastarla e minacciarla. La cosa, unita al desiderio di Pietro di concepire un erede, li avvicina e mette a dura prova la relazione di Caterina con Leo. Tuttavia, Caterina non riesce a convincere Pietro a reintegrare Marial come dama di corte, perché Pietro le spiega che il motivo della sua caduta fu che suo padre commise un atto di necrofilia con il cadavere della madre di Pietro. 
- Altri interpreti: Danusia Samal (Lady Antonia Svenska), Florence Keith-Roach (Tatyana), Louis Hynes (Vlad), Jamie Demetriou (Dottor Chekov), Daniel Wyllie (Garry Ilyich Brezhnev), Ashe Akhtar (Chef Louis), Christopher Tek (Tartar Nick), Scarlett Maltman (Contessa Dolzikov), Charlie Price (Ivan), Natalie Dew (Lizaveta), Keon Martial-Phillip (prigioniero di guerra russo), Waled Akhtar (Oleg Kaminsky), Troy Kenchington (soldato svedese), Komal Amin (sconosciuta lady di corte).
- Tema musicale: She Blinded Me With Science di Thomas Dolby.

## Dannata speranza
- Titolo originale: A Pox on Hope
- Diretto da: Colin Bucksey
- Scritto da: Tony McNamara e Gretel Vella

### Trama
La corte russa sembra entusiasta delle nuove espressioni artistiche e scientifiche e Caterina si convince che potrà cambiare la Russia lavorando con suo marito piuttosto che deponendolo e uccidendolo, perciò gli regala una macchina da stampa. Per ringraziarla, Pietro fa venire Caterina praticandole del sesso orale e in seguito se ne vanta con Leo il quale, frustrato dalla nuova vicinanza fra i sovrani, si ubriaca e usa la stampa per distribuire vignette di Caterina che fa sesso con un cavallo. Nel frattempo fra i servi scoppia un'epidemia di vaiolo: Caterina tenta di promuovere la vaccinazione sottoponendovisi lei stessa, ma viene rinchiusa per timore del contagio e riesce a uscire solo per vedere i servi, infetti o meno, bruciati vivi. 
- Altri interpreti: Danusia Samal (Lady Antonia Svenska), Florence Keith-Roach (Tatyana), Louis Hynes (Vlad), Jamie Demetriou (Dottor Chekov), Christopher Tek (Tartar Nick), Ashwin Bolar (Dottor Smirnov), Jordan Kagaba (cameriere), Lorenzo Vigevano (guardia).
- Tema musicale: (What's So Funny 'Bout) Peace, Love & Understanding dei Brinsley Schwarz.

## Polpette
- Titolo originale: Meatballs at the Dacha
- Diretto da: Colin Bucksey
- Scritto da: Tony McNamara

### Trama
Caterina e Pietro incontrano i sovrani svedesi, il re Hugo e la regina Agnes, per raggiungere un accordo di pace. Dopo che i colloqui fra Pietro e Ugo falliscono, Caterina interviene e propone un accordo accettabile per tutti. Malgrado sia ancora arrabbiata per il rogo dei servi, questo avvicina ancor più Caterina e Pietro, tanto che Leo si prepara a lasciare la corte, ma viene fermato da Marial che gli rivela dell'imminente colpo di stato, a cui si unisce con entusiasmo. 
- Altri interpreti: Danusia Samal (lady Antonia Svenska), Florence Keith-Roach (Tatyana), Blake Harrison (Colonnello Svenska), Freddie Fox (Re Hugo), Grace Molony (Regina Agnes), Christpher Tek (Tartar Nick), Raphael Sowole (Ambasciatore Anders), Geoff Bell (Generale Ekberg).
- Tema musicale: The Wild One di Suzi Quatro.

## L'amore fa male
- Titolo originale: Love Hurts
- Diretto da: Geeta Patel
- Scritto da: Tony McNamara

### Trama
Gli alleati di Caterina cercano di portare più nobili dalla sua parte, ma sono costretti a uccidere il conte Gorky, il miglior amico del defunto imperatore Pietro il Grande. Pietro si convince allora di essere in pericolo e si procura una massiccia guardia armata per lui e Caterina, oltre a far torturare l'intera corte ad esclusione di Grigor e Georgie, ma il segreto del colpo di stato viene preservato. Grigor affronta Pietro riguardo a Georgie e lui accetta di interrompere la relazione, ammettendo di essere innamorato di Caterina. Nel mentre, subisce un attentato da parte del conte Rostov, ma lui, Grigor e Georgie lo respingono e uccidono. In seguito, Pietro confessa a Caterina che la ama, e subito dopo lei scopre di essere incinta. 
- Altri interpreti: Florence Keith-Roach (Tatyana), Danusia Samal (Lady Antonia Svenska), Jamie Demetriou (Dottor Chekov), James Smith (Conte Gorky di Norilsk), Stewart Scudamore (Tolsten), Abraham Popoola (Rostov), Alistair Green (Conte Smolny), Christpher Tek (Tartar Nick).
- Tema musicale: New World Coming di Cass Elliot.

## Il naso del castoro
- Titolo originale: The Beaver's Nose
- Diretto da: Geeta Patel
- Scritto da: Tony McNamara

### Trama
Sconvolta dal fatto di essere incinta di Pietro, Caterina è determinata a portare a termine il suo piano il giorno del suo 21º compleanno, ma perde parte della sua determinazione quando scopre che il regalo di suo marito per lei è il filosofo Voltaire, che lei adora. In seguito tenta di attaccare Pietro quando capisce che questi ha imprigionato o ucciso Leo, ma il suo attacco viene scambiato per un impeto di passione e facilmente gestito. Marial, frustrata dal fatto che Caterina sembra sempre più incerta sull'uccidere Pietro e tradita quando scopre che ha ordinato l'omicidio di suo cugino Archie dopo averle promesso di risparmiarlo, tradisce Caterina e ne rivela i piani a Pietro, insieme alla notizia che Caterina è incinta. Deluso e col cuore spezzato, affronta Caterina: lei gli propone di abdicare e lui le dice che se non annulla i suoi piani ucciderà Leo. Dopo un momento di tentennamento, Caterina dice addio a Leo e dà il via al colpo di Stato. 
- Altri interpreti: Danusia Samal (Lady Antonia Svenska), Florence Keith-Roach (Tatyana), Stewart Scudamore (Tolsten), Dustin Demri-Burns (Voltaire), Scott Karim (Brisky).
- Tema musicale: Bird on the Wire di Leonard Cohen.